# 斯莫爾縣
斯莫爾縣（波斯語：‎）位於伊朗馬贊德蘭省，首府是基亞科拉。
根據2006年伊朗的人口普查數據顯示，該地區（卡姆沙赫爾縣基亞科拉區）的總人口為17,914人。 2011年數據顯示為18,324人。2016年數據顯示，新成立的斯莫爾縣人口為19,376人。